# Пустынка (Владимирская область)
Пустынка — деревня в Ковровском районе Владимирской области России, входит в состав Малыгинского сельского поселения.

## География
Деревня расположена в 17 км на северо-восток от центра поселения деревни Ручей и в 21 км на северо-восток от райцентра города Ковров.

## История
Когда-то на месте нынешней деревни Пустынка стоял монастырь, называвшийся Сретенская Михайлова пустынь. По преданию, основателем этой обители был благочестивый инок Михаил, живший в XIV веке. В 1764 году пустынь упразднили, монастырская церковь стала приходской. Деревянный храм просуществовал в бывшей Михайловой пустыни до начала XIX столетия. 23 апреля 1806 года крестьяне окрестных деревень на сходе приговорили «чтоб вместо древянной церкви во имя Владимирской Пречистыя Богородицы, которая стала уже приходить в ветхость, поставить в то же наименование каменную помощию доброхотных дателей». К тому времени крестьяне собрали почти 1200 рублей на начало работ, а 17 мая, вследствие прошения местного священника Дмитрия Иванова и ктитора Григория Яковлева, получили из Владимирской духовной консистории благословенную грамоту на строительство и разрешение собирать новые пожертвования. Новый храм возводили более трёх лет и закончили постройкой в 1810 году. Первоначально при основном храме существовал тёплый придел «во имя Усекновения честныя главы Иоанна Предтечи». В 1862 году был пристроен ещё один придельный храм в честь Рождества Пресвятой Богородицы. Раньше через Михайлову пустынь проходила оживленная дорога из Коврова на Шую, ещё с XVIII века там собирались ежегодные ярмарки. Местные крестьяне с размахом занимались офенской торговлей и щедро украшали свой приходской храм. В престольные праздники сходились в бывшую Михайлову пустынь богомольцы со всей ковровской округи. В 1913 году Владимирскую церковь Пустынки посетил митрополит Московский и Коломенский Макарий (Невский), а в 1918 году туда приезжал митрополит Владимирский и Шуйский Сергий — будущий патриарх Московский и всея Руси.
В конце XIX — начале XX века село входило в состав Всегодической волости Ковровского уезда.
По решению Ивановского облисполкома 18 августа 1935 года Владимирскую церковь Пустынки закрыли. Здание храма было передано совхозу «Гигант» для использования в хозяйственных целях.
С 1929 года и вплоть до 2005 года село входило в состав Большевсегодического сельсовета (с 1998 года — сельского округа) Ковровского района.

## Население
| 1859 | 1926 | 2002 | 2010 | 2021 |
| ---- | ---- | ---- | ---- | ---- |
| 18   | ↘8   | ↘6   | →6   | ↗34  |

## Достопримечательности
В селе находится приходская церковь Владимирской иконы Божией Матери (1806).